# Box Office Mojo
Box Office Mojo — веб-сайт, постоянно отслеживающий кассовые сборы от кинопроката. Брендон Грей запустил сайт в июле 1999 года.
Форум является довольно популярным местом для обсуждения подробностей киносборов, а также сборов некоторых наиболее известных видеоигр (Fantasy Box Office («Фэнтезийный бокс-офис») и Create A Year of Movies («Создай год фильмов»)). Сбор данных идёт путём отслеживания опубликования сводных данных прокатчиками. Кроме того, можно отслеживать и общую тенденцию сборов фильма.
В июле 2008 года веб-сайт был приобретён владельцами Amazon через своё подразделение Internet Movie Database.

## Box Office Mojo International
Международный раздел охватывает еженедельные сборы на территории 50 стран и включает в себя историю сборов ещё трёх, равно как и предоставление информации о результатах сборов для отдельных фильмов ещё примерно из 107 стран. На сайте также делают общую статистику по сборам в выходные, объединяя все результаты сборов по всему миру, исключая лишь США и Канаду. Итоговая статистика по сборам на данный момент ведётся для фильмов, входящих в 40 лучших (Top 40), а также ещё примерно для пятидесяти фильмов без ранжирования.
Box Office Mojo International также содержит информацию о запланированных к выходу фильмах в Австралии, Чехии, Франции, Германии, Японии, Литве, Нидерландах, Норвегии, России и странах СНГ, Южной Корее, Тайване и Великобритании. На сайте учитываются ежегодные и вневременные особенности наблюдаемых стран.
Box Office Mojo по состоянию на июнь 2010 года предоставлял ограниченные данные по зарубежным странам.